# 佐久間總督追懷紀念碑臺基
24°48′49″N 121°21′04″E / 24.813477°N 121.351100°E
佐久間總督追懷紀念碑臺基，是位於臺灣桃園市復興區角板山公園復興亭的歷史建築，原為1931年佐久間財團為紀念總督佐久間左馬太而建，1953年遭拆除碑體，次年在臺基建立涼亭。

## 歷史

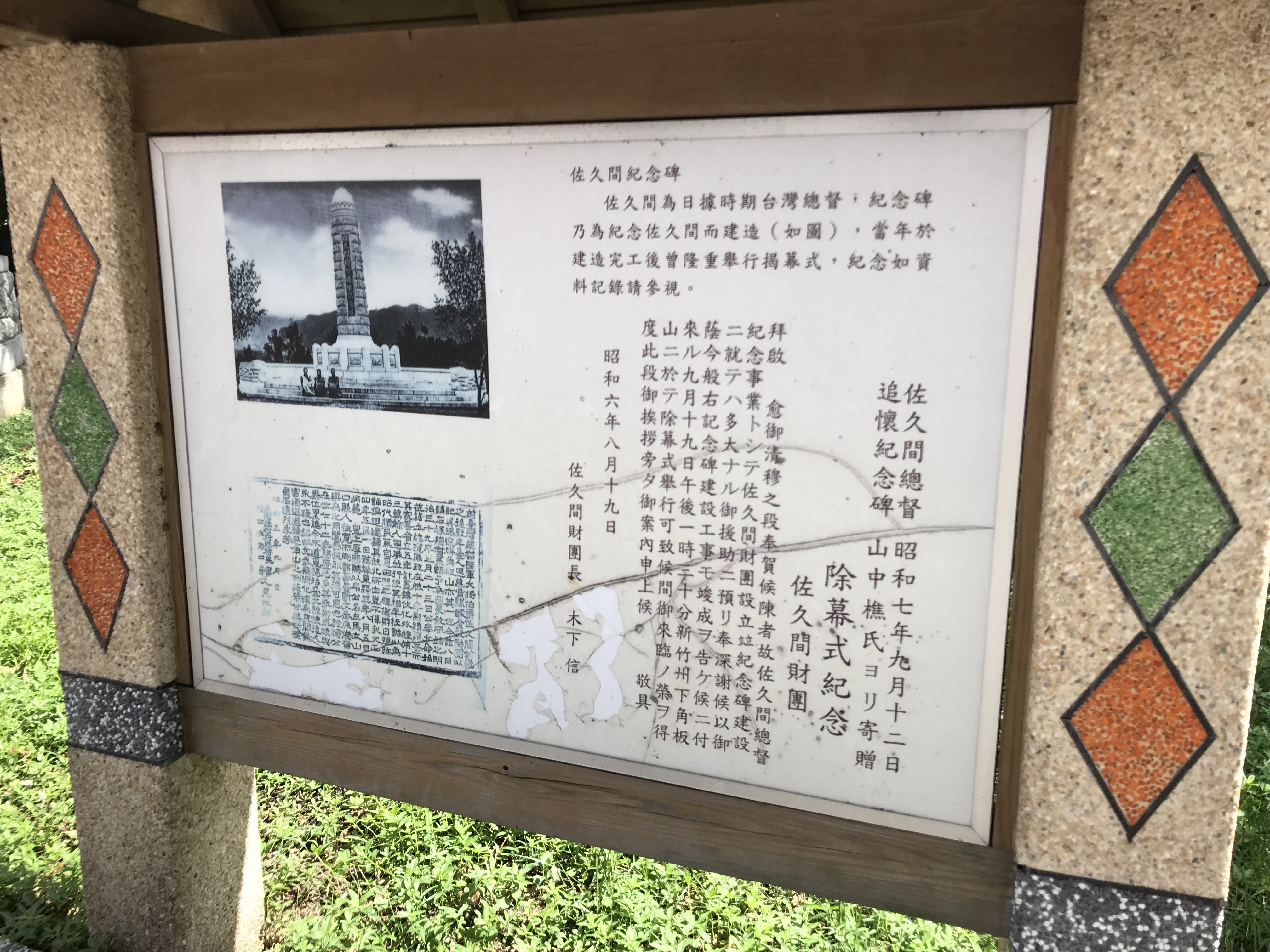
依說明，紀念碑為佐久間財團建立，昭和六年（1931年）9月19日揭幕。

在警察局大溪分局復興分駐所前方的佐久間總督追懷紀念碑，是為紀念佐久間左馬太在總督任內發動枕頭山戰役而立。昔日週圍是復興村老街、角板山貴賓樓、專賣局招待所。依昔日照片圖案研判，碑體圓頂雕飾成泰雅族圖騰，下方的圓柱石刻佐久間左馬太理蕃政策。臺基則是1910到1920年代盛行於臺灣的番仔砥砌法，模仿歐洲復古的建築，以洗石子作裝飾。
早於1950年，總統蔣中正就以角板山貴賓館作為蔣公行館。1953年，佐久間紀念碑碑體遭拆除，盤體丟至一旁，頂層移到霞雲坪。1954年10月初，居民計畫耗資新台幣二萬五千元建立一座鋼筋水泥築成、上蓋琉璃瓦的八角亭，以在總統六十八歲10月31日生日前完成。當時計畫該年當日，角板鄉改名「復興鄉」。於是相關單位重整紀念碑基座、水泥梁柱外牆，在上面興建一座以「復興」為名的涼亭。日後，復興亭由救國團復興山莊人員會維護。
2004年2月17日，桃園縣政府文化局文化資產課長楊和穎、承辦人管慧雯帶學者來此勘察復興亭與林務局工作站時，審查委員認為復興亭基座整體保持良好，贊同登錄歷史建築。4月5日，復興鄉公所秘書曾志湘表示會為基座蒐集舊照片來作陳列。2006年11月，文史工作者王閩雄在地方人士余明德引導下，分別於9日、13日找到紀念碑盤體、頂層。2007年1月22日，文化資產課劉美君、中原大學副教授黃俊銘等會勘復興亭。